# Stadion im. Bahroma Vafoyeva w Muboraku
Stadion im. Bahroma Vafoyeva – stadion piłkarski w Muboraku, w Uzbekistanie. Swoje mecze rozgrywa na nim drużyna Mash'al Muborak. Obiekt może pomieścić 11 000 widzów.